# Lauta
Lauta est une ville de Saxe (Allemagne), située dans l'arrondissement de Bautzen, dans le district de Dresde.

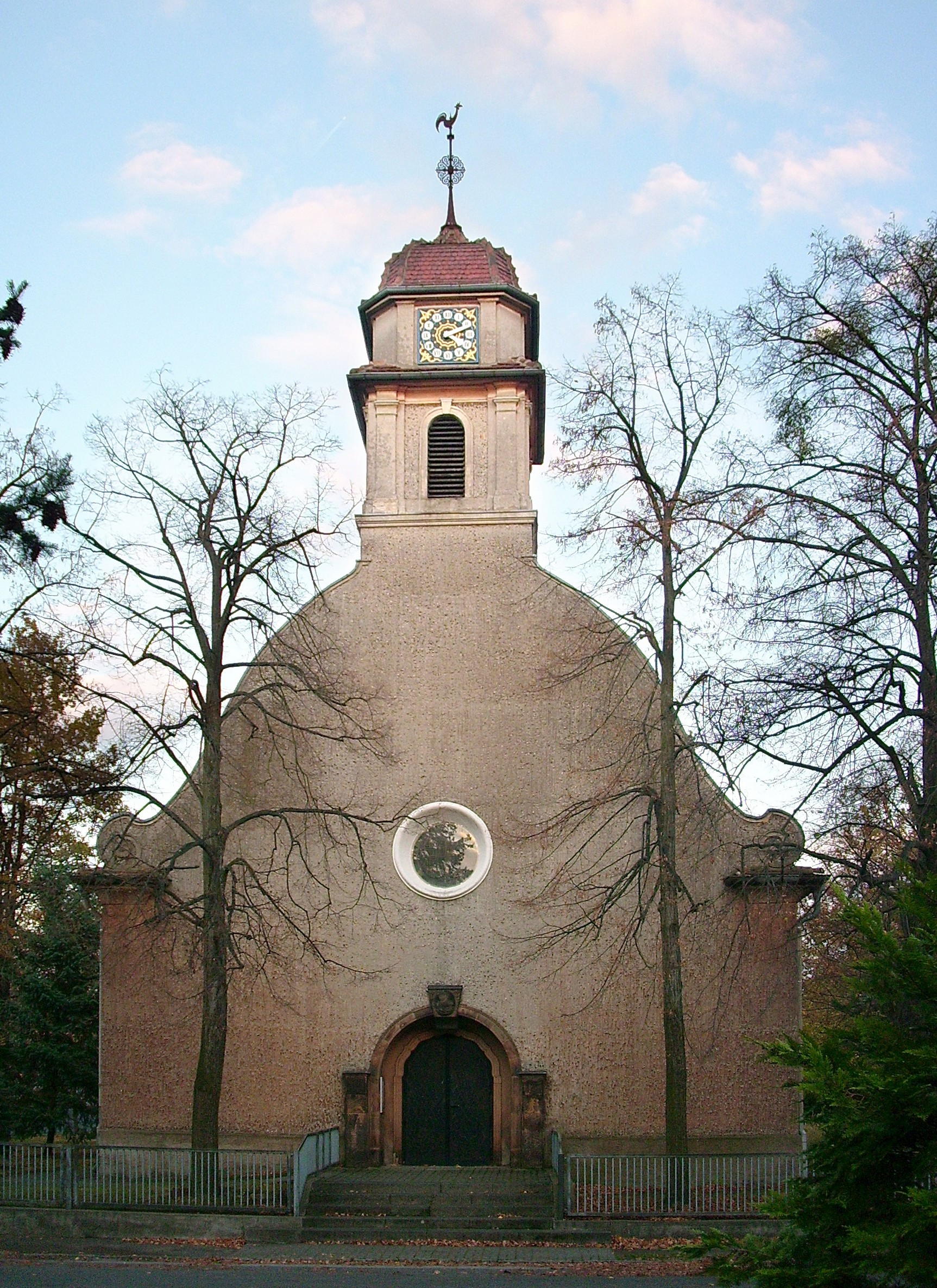
Église catholique

En 1917 y fut bâtie une importante fonderie d'aluminium, l' Aluminium-Werke AG Vereinigte (VAW), qui ferma ses portes en juillet 1990.